# Typhon

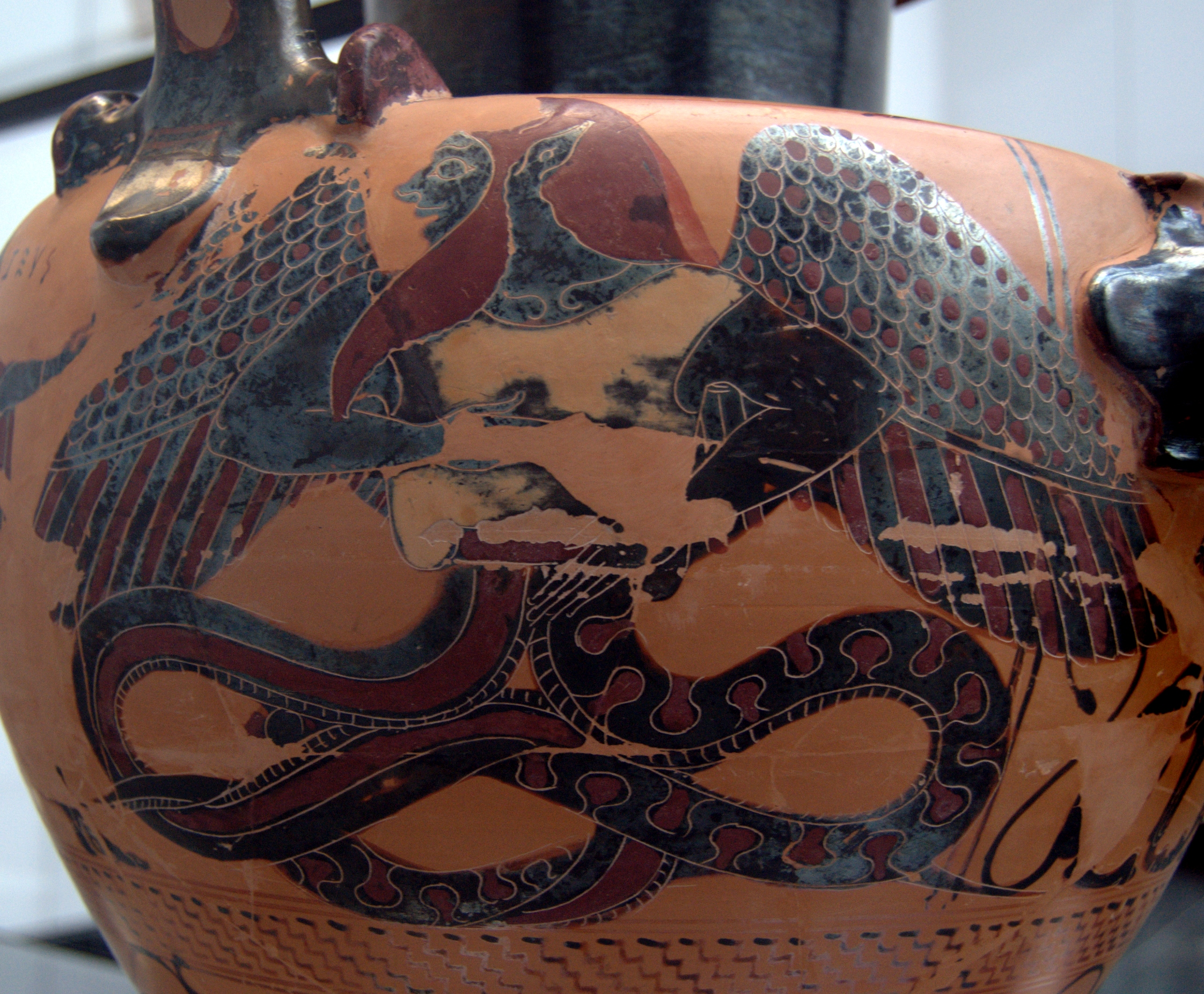
Typhon, ca. 550 v. Chr.

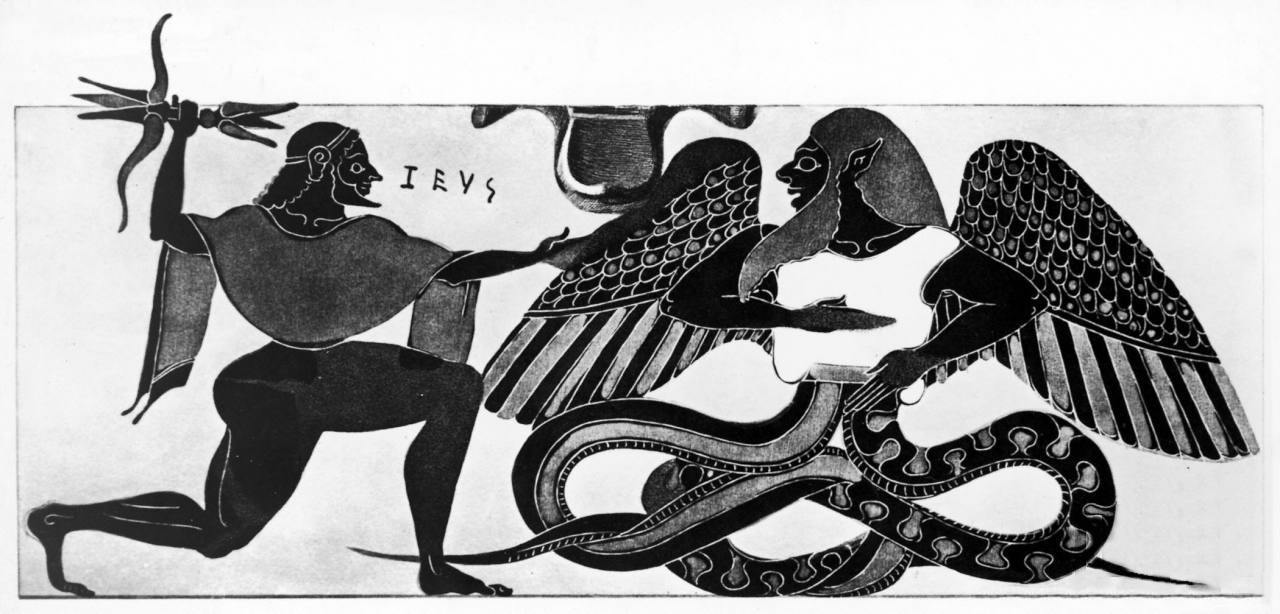
Zeus vecht met Typhon

Typhon of Typhoeus (Oudgrieks Τυφάων / Typháôn of Τυφωεύς / Typhôeús, van τῦφος / tỹphos, « de brandende ») was een reus, die in Cilicië, in het land van de Arimoi, bedolven lag onder de grond, die Zeus op hem had geworpen. Hij was de jongste zoon van Gaia, door Tartaros bij haar verwekt, nadat de Titanen door Zeus waren ten onder gebracht. Hij heeft honderd vuurspuwende drakenkoppen, met fonkelende ogen en schrikwekkende stemmen. Hij is verbazingwekkend groot, zodat hij met zijn hoofd tot in de sterren en met zijn uitgestrekte handen van het oosten naar het westen reikt. Zijn streven is om de heerschappij te verwerven over goden en mensen, maar Zeus overwint hem na een vreselijke strijd.
Bij Echidna, zo verhaalde de mythe verder, was hij de vader van vele afgrijselijke monsters, zoals van de Chimaira, van de hond Orthros, de draken, die de Gouden appels van de Hesperiden en het Gulden vlies in Colchis bewaakten, van de Sphinx, van Cerberus, die de ingang van de onderwereld bewaakte, van de Gorgonen, van Scylla, de slang van Lerna, de Nemeïsche leeuw en de adelaar Ethon, die de lever van Prometheus afknaagde. Ook alle verderfelijke stormwinden heten uit hem te zijn ontsproten. Zijn woonplaats werd gesteld in verschillende streken, die door hun vulkanische aard uitmuntten.
Toen Typhon en Echidna probeerden de Olympus aan te vallen, sloot Zeus hem als straf op onder de Etna. Zijn vrouw en kinderen behielden hun vrijheid om als uitdaging voor heroën als Herakles te dienen.
Volgens latere sagen konden de goden zijn aanval niet doorstaan. Zij vluchtten naar Egypte en deels verborgen zij zich daar, deels veranderden zij zich in dieren. Slechts Zeus waagde het met Typhoeus een tweegevecht aan te gaan en beproefde hem te bestrijden met zijn bliksem en met een harpoen, maar ook Zeus werd overwonnen.
Er is een nauwe verwantschap tussen deze mythe en de Hittitische mythe over de stormgod Teshub die de strijd aangaat met de draak Illuyankas. Ook de voorstellingen in de Griekse kunst tonen een verwantschap met de Hittitische afbeelding van deze strijd, die gevonden werd in Malatya, Turkije.

## Identificatie met Egyptische godheden
Typhon werd in de Griekse weergave van de Egyptische goden geïdentificeerd met Tabh of Seth.

## Gerelateerd onderwerp
- Echidna

## Referentie
- T.T. Kroon, art. Typhon / Typhoeus, in T.T. Kroon, Mythologisch Woordenboek, 's Gravenhage, 1875.

Aker · Amaoenet · Ammit · Amenhotep, zoon van Hapoe · Amon · Amon-Re · Amset · Anat · Andjeti · Anhoer · Anubis · Anoeket · Apedemak · Apepi · Apis · Arensnuphis · Astarte · Atoem · Aton · Baäl · Baälat · Bat · Banebdjedet · Bastet · Benben · Benoe · Bes · Buchis · Chentiamentioe · Chepri · Chons · Doeamoetef · Geb · Hapy (Nijlgod) · Hapy (zoon van Horus) · Harmachis · Harpocrates · Hathor · Hatmehyt · Heh en Hehet · Heka · Heket · Herisjef · Hesat · Horus · Hoe · Iaret · Imhotep · Ishtar · Isis · Isis-Sothis · Kebehsenoef · Kek · Chnoem · Maät · Mandulis · Mentoe · Meretseger · Mesechenet · Min · Miysis · Mnevis · Moet · Naoenet · Nechbet · Nechen en Pe · Nefertem · Neith · Nennoe · Nephthys · Noen · Noet · Osiris · Pachet · Ptah · Qetesh · Ra · Renenoetet · Renpit · Resjef · Satet · Sechmet · Selket · Serapis · Sesjat · Seth · Sjoe · Sobek · Sokaris · Sopdet · Ta-Bitjet · Tabh · Tatenen · Taweret · Tefnoet · Thoth · Wadjet · Wepwawet · Werethekaoe ·